# Mambaye Coulibaly
Pour les articles homonymes, voir Coulibaly.
Mambaye Coulibaly (né le 2 mai 1957 à Kayes, mort le 7 février 2015 dans la même ville) est un réalisateur d'animation et un compositeur malien. Il est principalement connu pour son court métrage La Geste de Ségou.

## Biographie
Mambaye Coulibaly naît le 2 mai 1957 à Kayes au Mali. Il mène d'abord des études de droit, puis se tourne vers le cinéma qu'il étudie à l'université Paris-X-Nanterre.
En 1989, Mambaye Coulibaly réalise le court métrage d'animation La Geste de Ségou (Segu janjo) qui s'inspire d'un épisode de l'épopée bambara de Ségou. Le court métrage, doublé en bambara, utilise la technique des marionnettes animées. Très remarqué, le film remporte le prix du meilleur court métrage lors du Fespaco à Ouagadougou et est présenté en compétition au festival de Cannes dans le cadre de la Semaine de la critique,.
Outre ses activités de cinéaste, Mambaye Coulibaly est compositeur. Il compose lui-même la bande originale de La Geste de Ségou en 1989 ainsi que celles des films Fatalo (1991) et Yelema du réalisateur malien Mamo Cissé.
À partir de 1996, Mambaye Coulibaly travaille sur un projet de long métrage d'animation également inspiré de l'épopée bambara de Ségou, comme son court métrage de 1989. Le projet est relancé en 2009 par un accord dans le cadre du projet Euromédiatoon, mais reste inachevé à la mort de Mambaye Coulibaly en 2015. Intitulé Le Pouvoir de Ségou (Segu fanga), le film devait avoir pour personnages principaux deux enfants vivant à Ségou, Doukougolo et Koly. D'abord influencés dans leurs jeux par les dessins animés occidentaux, ils rencontrent un vieux griot, Benke, ainsi que sa femme, Djali. Benke décide de leur raconter les légendes du royaume de Ségou, que les enfants s'imaginent alors regarder sur la télévision de Djali. Le film devait se concentrer sur la geste de Biton Mamari Coulibaly, une partie peu racontée de l'épopée bambara de Ségou.
Mambaye Coulibaly meurt le 7 février 2015 à Kayes, sa ville natale.

## Filmographie
- 1989 : La Geste de Ségou (Segu janjo, court métrage)
- 1991 : Dix mille ans de cinéma (entretien dans ce court métrage documentaire franco-congolais réalisé par Balufu Bakupa-Kanyinda lors du Fespaco)
- 2006 : Le Pouvoir de Ségou (Segu fanga, projet de long métrage inachevé)